# رالف والاس بورتون
رالف والاس بورتون هو رسام كندي، ولد في 1905 في أونتاريو في كندا، وتوفي في 1983 في أوتاوا في كندا.